# الکساندریا (تنسی)
الکساندریا(به انگلیسی: Alexandria) شهری در ایالت تنسی کشور ایالات متحده آمریکا است که جمعیت آن در سرشماری سال ۲۰۱۰ میلادی، ۹۶۶ نفر بوده‌است.

## نگارخانه

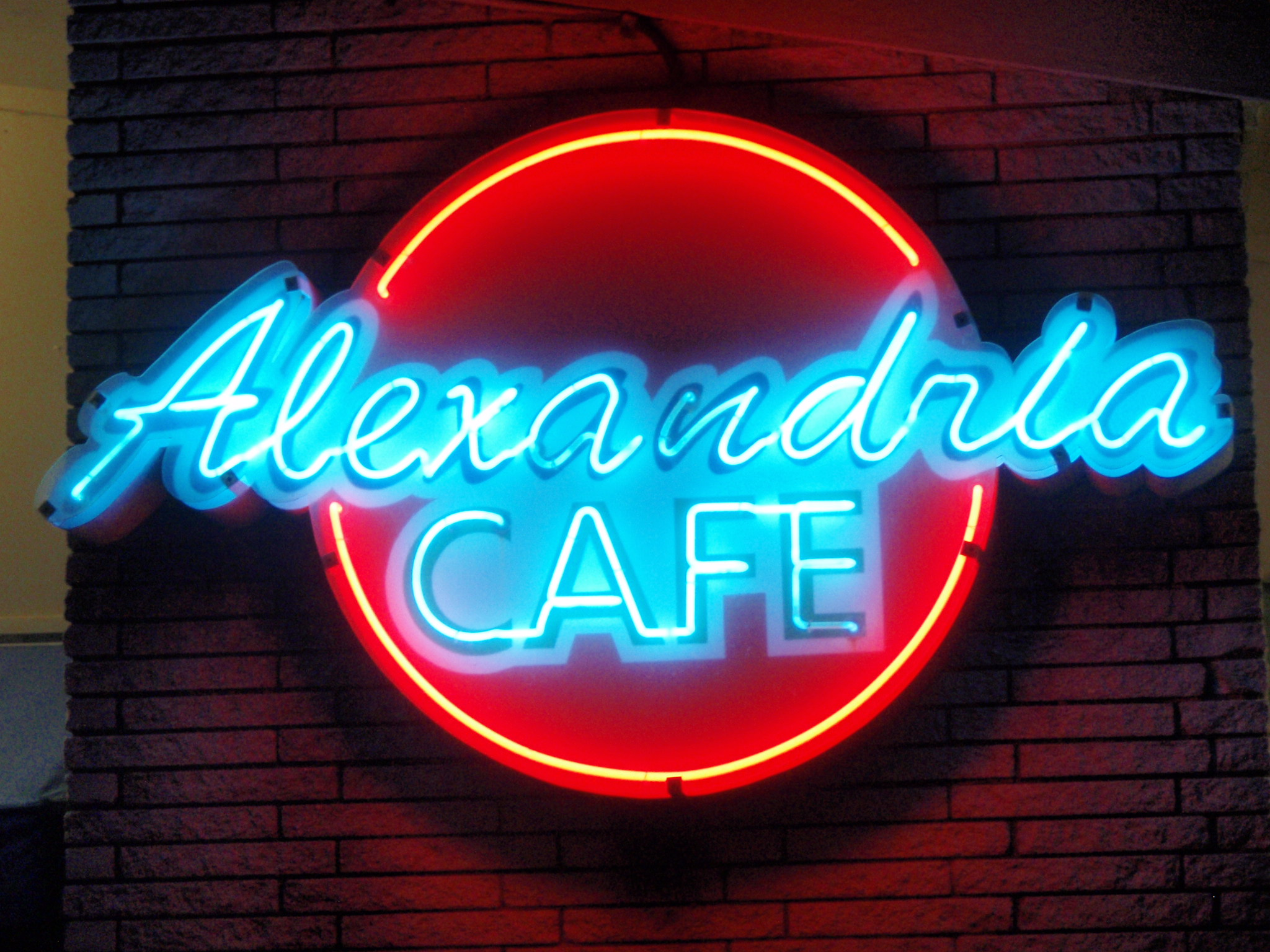